# Kouinine
Kouinine (em árabe: آﻮﻳﻨﻴﻦ) é uma cidade e comuna no distrito de El Oued, na província de El Oued, Argélia. De acordo com o censo de 2008, a população total da cidade era de 10 076 habitantes.